# Air Atlantique (France)
Pour les articles homonymes, voir Air Atlantique.
Air Atlantique est une ancienne compagnie aérienne régionale française.
Basée dès 1965 sur l'aéroport de la Rochelle, elle a déménagé en 2002 sur l'aéroport du Havre lorsqu'elle a été rachetée par le Conseil Général de la Seine-Maritime et le Conseil Général du Calvados dans le but d'assurer la dessertes aériennes nécessaires au développement économique de la région au départ du Havre et des aéroports normands comme Caen ou Rouen.

## Histoire
La compagnie "JACQUES MOSSE et Compagnie"' fut créée en 1965, le 22 février (Registre du commerce de La Rochelle n° 65 B 24) par Jacques Mossé, gérant de société et Jean-Jacques Castaing, armateur, basée opérationnellement sur l’aéroport de La Rochelle. 
Elle débuta ses activités avec le transport de fret et de personnes puis de publicité aérienne sous la dénomination commerciale d'Air Publicité,,.
Jacques Mossé et Jean-Jacques Castaing étaient actionnaires à part égale de la compagnie. Jacques Mossé était désigné gérant de la compagnie. Le siège social se trouvait au 02 Rue Philippe Vincent à La Rochelle.
Elle commençait ses activités avec un aéronef Boisavia B-601L immatriculé F-BIRD (appartenant à Jacques Mossé) et un Morane Saulnier MS-885 immatriculé F-BKLN (appartenant à Jean-Jacques Castaing).
Le 24 mars 1967, la compagnie "JACQUES MOSSE et compagnie" portait le nom commercial "Air Publicité - Air Atlantique". Jacques Mossé devenait l'actionnaire majoritaire.
Le 29 août 1970, la compagnie portait uniquement le nom "Air Publicité - Air Atlantique", le siège sociale se trouvait alors au 23 Rue Alsace Lorraine à La Rochelle.
Ses hangars sur la zone d'aviation générale se trouvait à côté de celui de Air Rochelle, autre compagnie locale d'avions-taxi.
Dans les années 1980, elle exploitait des Piper PA-31 Navajo et PA-23 Aztec'.
Le 02 décembre 1988, la compagnie devenait "Air Atlantique".

Logo historique d'Air Atlantique dès les années 1990 jusqu'à 2002.

En 1989, la compagnie lance sa première ligne régulière entre Cherbourg et Paris. 
Son réseau comptera à son apogée 5 lignes régulières dont Paris (Orly) - Royan.

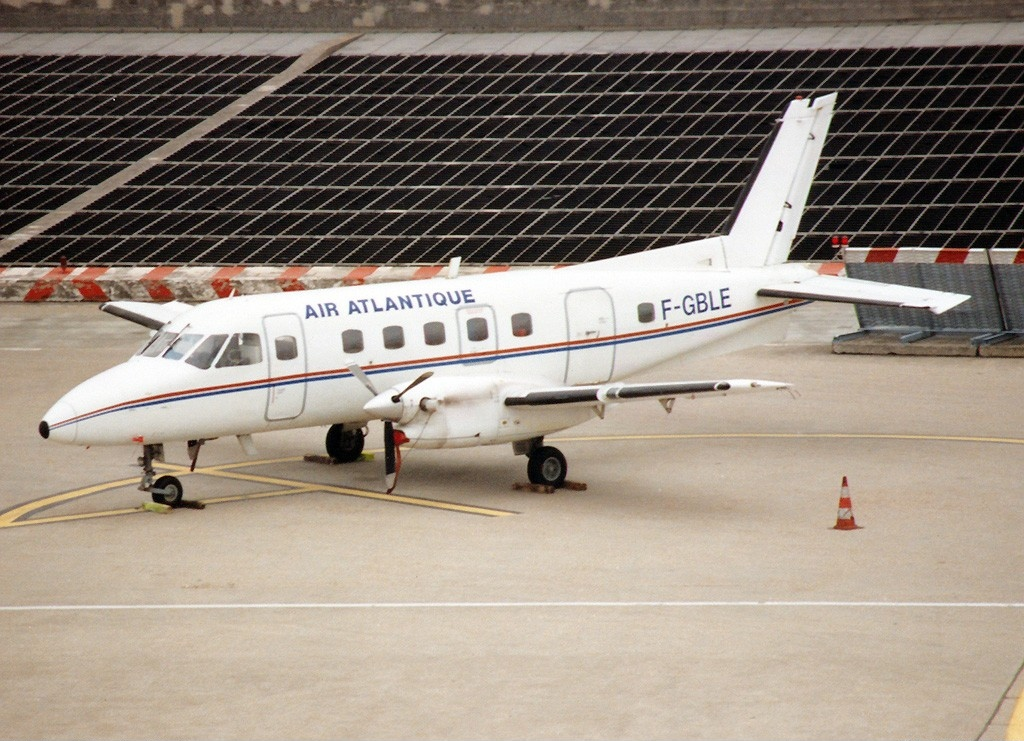
Embraer EMB-110P2 Bandeirante F-GBLE d’Air Atlantique à Paris-Orly en 1992

Elle exploitera des Embraer 110 Bandeirante comme les F-GBLE, F-GBME et F-GBRM.
En 1993, le développement de la ligne Cherbourg - Paris amènera la compagnie à faire l'acquisition de son premier ATR 42.
En 1997, la compagnie recentre ses activités sur son métier de base : l'affrètement. Son premier contrat d'affrètement sera réalisé avec la compagnie Air Liberté. Elle assurait en outre les lignes Paris - Cherbourg et Paris - Rochefort.
En 1998, deux nouveaux contrats d'affrètement signés avec Air Liberté amènent la compagnie à créer une base opérationnelle à Tours. Elle accueillera deux nouveaux ATR 42.
En 1999, un nouveau contrat d'affrètement est signé avec la compagnie régionale française Proteus Airlines. Air Atlantique avait transporté 126 200 passagers cette année là.
En 2000, 210 679 passagers avaient été transportés par la compagnies, 144 190 passagers en 2001.
En août 2001, la compagnie comptait 51 Personnels navigants et 17 personnels au sol.
À la suite du décès de Jean-Jacques Castaing le 13 janvier 1998, la famille de ce dernier cédait les parts détenues par la famille à Jacques Mossé le 12 septembre 2001.
A la clôture de l'exercice 2001, la situation financière d'Air Atlantique apparaissait très préoccupante. 
Le 22 novembre 2002, le conseil général de la Seine-Maritime prend 70 % des parts d'Air Atlantique avec le conseil Général du Calvados (10%)', La communauté d'Agglomération Havraise, la ville de Rouen et quelques associés minoritaires, Jacques Mossé restant propriétaire de 20% des parts.
La compagnie est alors présidée par le sénateur UMP, Charles Revet, Président du conseil Général de Seine-Maritime.
Air Atlantique devient une Société d'économie mixte locale (82,49% à fond public et 17,51% à fond privé) dans le but d'assurer la dessertes aériennes nécessaires au développement économique de la région au départ de l'aéroport du Havre (abandonné fin 2000 par Air France et sa filiale Régional) et des aéroports normands comme Caen ou Rouen.
Air Atlantique sous numéro de vol Air Jet ouvre une ligne Toulouse - Le Havre - Rouen avec deux vols quotidiens en ATR-42.
La S.E.M.L. Air Atlantique, la S.E.M.L. de "Coopération Transmanche" (ligne maritime Dieppe - Newhaven) et quelques actionnaires comme le comité départemental de Tourisme de Seine Maritime s'associent pour créer une société commerciale de promotion de la région Normandie, de faciliter le déplacement des habitants des départements de Seine-Maritime et du Calvados ainsi que la venue dans la région des familles en provenance de Bruxelles, Amsterdam, Toulouse ou du Sud de l'Angleterre. Cet agent de voyage prendra le nom de "Normandie Tours" basé sur l'aéroport du Havre-Octeville. 
En mai 2003, Air Atlantique et son actionnaire Jacques Mossé, reprennent une petite partie des actifs de la compagnie Air Jet qui se trouve en liquidation judiciaire. Elle reprendra 25 personnels sur la centaine d'Air Jet et deux lignes régulières (Paris vers La Rochelle et Saint-Etienne).
Air Jet assurait la commercialisation des vols et la billetterie d'Air Atlantique.
En 2003, Air Atlantique assure trois lignes régulières à savoir Nantes - Le Havre-Bruxelles, Caen-Le Havre-Amsterdam et Rouen-Le Havre-Toulouse.
Le déclin d'Air Liberté va entraîner une baisse significative des affrètements. Elle avait transporté 98 354 passagers et 50 784 passagers en 2003.
La compagnie perd 1 million d'euros par mois en 2003 et ses lignes régulières à destination de Nantes, Toulouse et Bruxelles connaissent des taux de remplissage qui ne dépassent pas les 25 %. Des chambres de commerce comme celle du Havre, du Pays d'Auge (Honfleur) et Caen entrent au capital.
En décembre 2003, malgré l'appel de reprise par un repreneur privé, cette situation entraine une cessation de paiement et l'arrêt immédiat de toute activité aérienne de la compagnie.
Depuis début janvier 2004, Air Atlantique suspend ses vols sur sept lignes régulières. Elle exploite encore les liaisons Saint-Etienne - Paris et Saint-Etienne - Nantes, Le Havre vers Nantes, Bordeaux, Toulouse et Bruxelles, ainsi qu'une liaison La Rochelle- Paris. 
Air Atlantique emploie 70 personnes et exploite quatre avions, deux ATR-72 et deux ATR-42. 
Le taux de remplissage de ses lignes régulières à destination notamment de Toulouse, Nantes ou Bruxelles n'ayant jamais dépassé les 25%.
Quelques mois plus tard, en avril 2004, le tribunal de commerce du Havre entérine la mort de la compagnie en prononçant sa liquidation judiciaire.
Le tribunal de commerce du Havre a en effet refusé l'offre de Philippe Liénard, un cadre de l'aviation civile et de ses associés, ultimes candidats à la reprise, qui prévoyaient de préserver seulement une dizaine d'emplois dans un premier temps, sur les 70 postes actuels. On apprendra que deux autres sociétés s'étaient manifestées, la société de location d’avions MDT et la compagnie Funé-Air, spécialisée dans le transport funéraire vers l’Afrique du Nord. Elles n’ont pas obtenu les garanties financières nécessaires à un éventuel redémarrage.

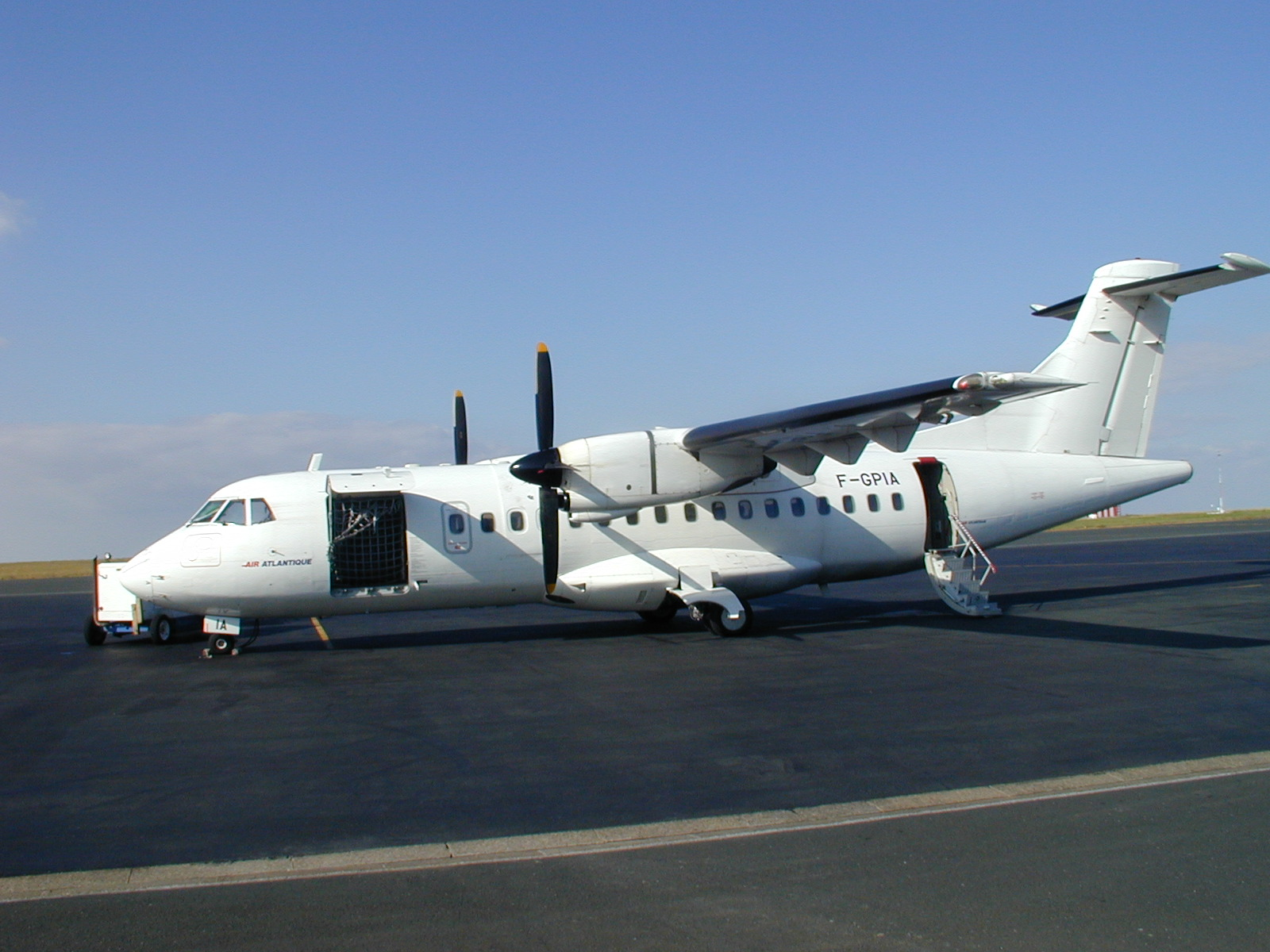
ATR42-300 F-GPIA de la compagnie sur le tarmac de l'aéroport de La Rochelle en 2001.

## Statistiques
| 1999    | 2000    | 2001    | 2002   | 2003   |
| ------- | ------- | ------- | ------ | ------ |
| 126 200 | 210 679 | 144 190 | 98 354 | 50 784 |

## Code I.A.T.A.
Air Atlantique avait obtenu différents codes de l'Association internationale du transport aérien.
- KI.
- V6[17].

## Le Réseau
- Royan - Paris (notamment en 1993),
- Rochefort - Paris (notamment en 1997),
- Cherbourg - Paris (dès 1989) et Cherbourg - Southampton (notamment en 1990-1991),
- La Rochelle - Lyon, La Rochelle - Toulouse (notamment en 1995)[27],
- Rodez - Paris , Brive - Paris, Metz/Nancy - Lyon, Metz/Nancy - Marseille, Metz/Nancy - Paris (notamment hiver 2001),
- Rouen - Le Havre, Caen - Le Havre, Nantes - Le Havre, Le Havre - Amsterdam, Le Havre - Toulouse, Le Havre - Bruxelles (notamment été 2003),
- Rouen - Le Havre, Caen - Le Havre, Nantes - Le Havre, Le Havre - Amsterdam, Le Havre - Toulouse, Le Havre - Bruxelles, Paris - La Rochelle, Paris - Saint Etienne (notamment hiver 2003),
- Deauville - Londres (années 2000)[15],
- Brest - Le Havre, Caen - Le Havre, Nantes - Le Havre, Le Havre - Toulouse, Le Havre - Bruxelles, Paris - La Rochelle, Paris - Saint Etienne, Nantes - Saint Etienne (notamment été 2004),

## La Flotte
La compagnie a eu en flotte: 
- Boisavia B-601L immatriculé F-BIRD,
- Morane Saulnier MS-885 immatriculé F-BKLN[28],
- Morane Saulnier MS-893[29] immatriculé F-BXDY[30],
- Beechcraft King Air 90[31],
- Beechcraft King Air 200 immatriculé F-GHTV[32],

- PA-31 Navajo immatriculé F-GAJG[30],
- PA-23 Aztec immatriculé F-BSUP,
- Embraer 110 Bandeirante comme les F-GBLE, F-GBME[33] et F-GBRM[34],

- ATR-42 dans différentes versions -300, -300F et -500 dont le F-GTSM (du 07/06/2000 au 11/09/2001), le F-GIRC[35] (25/09/1998-04/03/2001), le F-GHPK[36] (25/05/2003-16/08/2004), le F-GKNC (21/11/2001-01/08/2002), le F-GKND[37] (03/10/2001-25/03/2004), le F-GIIA[38] (22/12/1992-05/12/1997), le F-GPIA[39] (03/02/1999-17/09/2007), le F-GPYM (20/10/2000-04/01/2002), le F-GPYK (27/10/2000-25/10/2001), le F-GPYN (27/10/2000-06/01/2003),

- ATR-72-201 immatriculé F-GHPV (16/10/2003 au 13/12/2004) et le F-GHPU.